# Deutsch-Bornu
Deutsch-Bornu war ein Sultanat innerhalb der Residentur Deutsche Tschadseeländer der deutschen Kolonie Kamerun.

## Geographie
Deutsch-Bornu lag im Westen der Residentur Deutsche Tschadseeländer entlang der Nordost-Grenze des britischen Protektorates Nordnigeria.

## Vorgeschichte
Das Reich Bornu im Sudan wurde 1893 von Rabeh erobert und Frankreich wiederum eroberte 1899–1901 das Reich von Rabeh. Von den Franzosen wurde im Gebiet von Bornu Garbai als Sultan eingesetzt. Das meiste Gebiet von Rabeh verleibte sich Frankreich in sein Kolonialreich ein, aber das Gebiet von Bornu wurde vertraglich geteilt zwischen den Kolonialmächten England und Deutschland und der deutsche Teil wurde Deutsch-Bornu. Garbai übernahm als Sultan in Englisch-Bornu die Herrschaft.

## Geschichte
In Deutsch-Bornu wurde nach der Übernahme des Landes durch die deutsche Kolonialverwaltung im Jahre 1901 1902 Omar Sanda als Sultan eingesetzt mit Sitz in Dikoa. Dikoa war zuvor die Hauptstadt von Rabeh gewesen.
Deutsch-Bornu war Teil der Residentur Deutsche Tschadseeländer. In Dikoa lag ein Postenführer der Kaiserlichen Schutztruppe der deutschen Kolonie Kamerun. Von 1909 bis 1911 war Adolf von Duisburg Postenführer in Dikoa.
Durch den Ersten Weltkrieg von 1914 bis 1918 gingen im Vertrag von Versailles von 1919 die deutschen Kolonien verloren und so auch Deutsch-Bornu als Teil des deutschen Kolonialreiches.